# Afërdita Tusha
Afërdita Tusha (Tirana, 4 settembre 1945 – 23 settembre 2018) è stata una tiratrice a segno albanese.
Partecipò ai Giochi olimpici di Monaco di Baviera 1972 in occasione della prima presenza dell'Albania nella storia delle Olimpiadi. Afërdita Tusha fu portabandiera per il suo paese nella cerimonia inaugurale, nonché unica donna dei cinque componenti della rappresentativa albanese a prendere parte alle gare. Nel tiro con la pistola dai 50 metri, con partecipazione mista di uomini e donne, giunse cinquantunesima su 59 iscritti. 